# Das Nebelland
Das Nebelland (Im Original: The Land of Mist) ist ein 1926 erschienener Roman des britischen Schriftstellers Sir Arthur Conan Doyle. Im Zentrum der Erzählung stehen spiritistische Séancen. Diese dritte Folge der Challenger Stories gehört zu den früheren Science-Fiction-Romanen in englischer Sprache, greift jedoch zugleich auch Elemente des Abenteuerromans auf.

## Handlung im Überblick
Die Handlung setzt mehrere Jahre nach den Ereignissen aus Im Giftstrom ein: Sowohl Mrs. Challenger als auch Professor Summerlee sind gestorben, doch Professor Challengers bisher unerwähnte Tochter Enid wird vorgestellt. Weiterhin wird zu Beginn der Erzählung klargestellt, dass die vorangegangenen Romane Fiktion in der Fiktion waren, auf die der „reale“ Professor Challenger mit Handgreiflichkeiten und Unterlassungsklagen reagierte. – Die folgenden Romane Als die Erde schrie und Die Desintegrationsmaschine schließen hingegen wieder direkt an Im Giftstrom an, womit Das Nebelland für sich allein steht.
Im Verlauf der Handlung untersucht Professor Challenger Séancen und weitere paranormale Phänomene. Er beginnt diese Untersuchungen als Skeptiker und erwartet, dem Betrug von Scharlatanen auf die Spur zu kommen.
Zu diesem Zweck lässt er seine Freunde Edward Malone und Lord John Roxton Séancen infiltrieren, um die Medien als Betrüger zu entlarven.
Doch Anzeichen für die Existenz von Geistern zwingen Malone und Roxton, ihre Zweifel beiseitezulassen. Schließlich weist Enid Challenger mediale Fähigkeiten vor und überbringt ihrem Vater eine persönliche Nachricht aus dem Jenseits: Nachdem Challenger so Zeuge der Manifestation seiner toten Frau wird, kommt er zu dem Schluss, dass das Phänomen echt ist und es ein Leben nach dem Tod gibt.
Schließlich fasst Challenger zusammen, dass dies der wichtigste Durchbruch in der Geschichte der Menschheit sei.